# Phacidium multivalve
Phacidium multivalve är en svampart som först beskrevs av Augustin Pyrame de Candolle, och fick sitt nu gällande namn av Kunze & J.C. Schmidt 1817. Phacidium multivalve ingår i släktet Phacidium och familjen Phacidiaceae.  Arten är reproducerande i Sverige. Inga underarter finns listade i Catalogue of Life.